# Rokas Ūzas
Rokas Ūzas (Palanga, 22 giugno 1988) è un cestista lituano.

## Palmarès
- Challenge Cup di Lega Baltica: 1

Sakalai Vilnius: 2008-09